# هوانگ شان‌شان

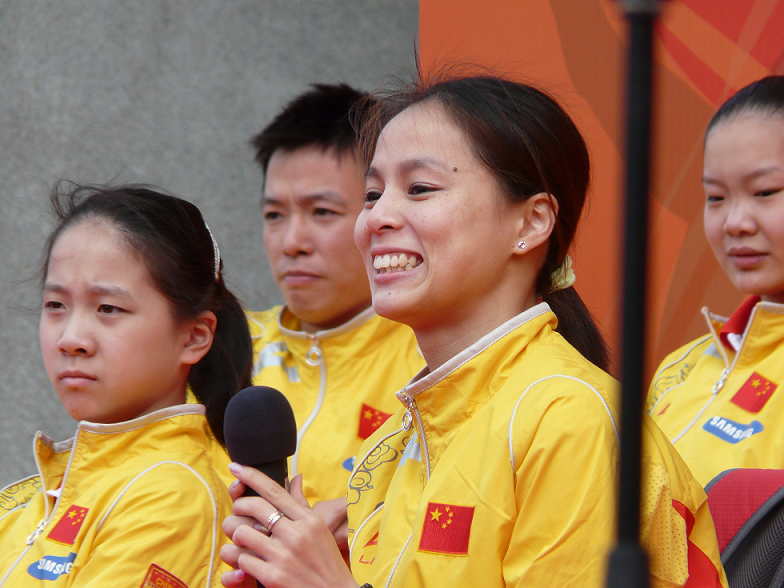
هوانگ شان‌شان (میکروفون به دست) - ۲۰۰۸

هوانگ شان‌شان (به انگلیسی: Huang Shanshan) ژیمناست زادهٔ ۱۸ ژانویهٔ ۱۹۸۶ میلادی اهل کشور چین است.